# Kallstroemia perennans
Kallstroemia perennans är en pockenholtsväxtart som beskrevs av Billie Lee Turner. Kallstroemia perennans ingår i släktet Kallstroemia och familjen pockenholtsväxter. Inga underarter finns listade i Catalogue of Life.